# Dolichurus gilberti
Dolichurus gilberti (лат.) — вид ос рода Dolichurus из семейства Ampulicidae.

## Распространение
Южная Азия: Индия.

## Описание
Мелкие осы (около 1 см), голова и грудь чёрные, брюшко с 4-го по последний сегменты красновато-коричневые. На лбу имеется выступ, к которому прикрепляются усики. Переднеспинка широкая; нотаули развиты. Брюшко в основании широкое, в передних крыльях по 3 радиомедиальные ячейки.
Предположительно, как и другие виды своего рода, охотятся на тараканов, которых жалят, парализуют и откладывают на них свои яйца.